# Сардиния (броненосец)
«Сардиния» (итал. Sardegna) — последний из трёх быстроходных броненосцев типа «Ре Умберто», построенная для итальянского флота в 1884—1895 годах.
Броненосец «Сардиния» был заложен на верфи флота в Специи третьим, но закончен вторым. Назван в честь острова Сардиния. «Сардиния», как и два других однотипных судна, был разработан инженером Бендетто Брином как развитие его взглядов на приоритет скорости и тяжёлого вооружения над бронированием, ранее воплощённые в проекте «Италия». Он участвовал в Итало-турецкой войне, где использовал свой самолёт, для корректировки орудийного огня.
Оставались на вооружении до Первой Мировой войны но практически никакого участия в ней не принимали.
«Сардиния» был окончательно списан 4 января 1923 и в том же году пущен на слом.